# Csiky Lajos
Alsó-csernátoni Csiky Lajos (Kenderes, 1852. augusztus 5. – Mátészalka, 1925. február 3.) a debreceni református teológiai akadémia tanára, Csiky Kálmán testvéröccse.

## Élete
A gimnázium hat osztályát Budapesten és Kecskeméten, a bölcseletet és teológiát Debrecenben végezte. 1873. októberben Tisza Kálmán családjához ment nevelőnek Gesztre, ahol két évet töltött. 1875 őszén külföldre indult és Edinburghban másfél évig, Bázelben ugyanannyi ideig volt és mindkét helyen a teológiai tudományokat és egyházi életet tanulmányozta. 1878 nyarán a debreceni főiskolához teológiai segédtanárúl hivatott meg; 1881 tavaszán rendes hittanár és 1885. május 1-jén a debreceni teológiai és jogi akadémia igazgatója lett. 1914-ben nyugalomba vonult, majd 1915-ben Nagybányára költözött, majd Mátészalkára, ahol haláláig lakott.
Választmányi tagja volt a Magyar Protestáns Irodalmi Társaságnak.
Irodalmi működését már debreceni hittanhallgató korában megkezdte Révész Imre Figyelmezőjében (1872.) és a Protestáns Egyházi és Iskolai Lapban (1872.); majd Edinburghból 1876-tól fogva az Evangélikus Protestáns Lapba sok cikket írt. Jelen volt 1877-ben a tübingai egyetem négyszázados jubileumán és onnan tudósításokat küldött a Pesti Naplóba (229. sz.) s a Pester Lloydba; működött még a Protestáns Lapnál, mely utóbbinak 1885 elejétől szerkesztőtársa és 1887-től szerkesztője lett.
Székfoglaló értekezése: A három első századbeli keresztyének nyilvános isteni tisztelete (a debreceni főiskola Értesítőjében 1882.); egyházi beszédei a Czelder Márton-féle Evangyéliumi Lelkészi Tárban és a Szász Gerő-féle Prédikátori Tárban jelentek meg.
Írt még kisebb cikkeket a Protestans Szemlébe (a belmissiói levelek és viták), Téli Ujságba és a Protestans Papba (egy ima); felolvasásai a debreczeni lapokban és a hittanhallgatók Közlönyében vannak közölve. Dr. Somerville skót lelkésznek magyarországi missiói utját a londoni Quarterly Registerben írta le.

## Munkái
- A short account of the Hungarian reformed church. Edinburgh, 1877 (felolvasás)
- A skót szabad egyház ismertetése. Debreczen, 1877
- Az öreg doktor. Németből ford. Bpest. 1879
- Krisztus az üdvre vezető út. Uo. 1879
- Diakonissa-ügy. Bpest, 1879 (különnyomat az Evang. Prot. Lapból)
- Traktatusok, vagyis a nép számára irt rövid vallásos értekezések és az ezeket terjesztő társulatok története. Uo. 1880
- Kristóf vén kintornája. Uo. 1880
- Isten iránti takarékosság. Uo. 1880
- Jó tanácsok a szolgák számára. Uo. 1880
- Egy perczed sem jut imádkozásra. Uo. 1880
- Olyan jó feleség. Uo. 1880
- Jézus szavai az elfáradtakhoz. Uo. 1881
- Hit, remény és szeretet könyve. Uo. 1884 (Imádságok. 2. bőv. kiadás. Uo. 1889)
- Egyházi beszéd Zwingli Ulrich reformátor születésének négyszázados emlékére. Debreczen, 1884
- Lelkészavatási egyházi beszéd. Uo. 1884 (aug. 21. történt lelkésszé avattatása alkalmával)
- Imádságtan (Euchetica) Uo. 1886
- Bizottsági jelentés az egyetemes presbyterián szövetségről a magyar ev. reform. egyház konventjéhez. Uo. 1884 (névtelenül)
- Emlékkövek a kisperegi ev. ref. egyházközség százados fennállásának 1887. okt. 23. örömünnepélyéhez. Debreczen, 1887
- Beszéd, melyet a debreczeni ev. ref. főiskolában főtiszt. és nagys. Révész Bálint urhoz, a tiszántúli egyházker. püspökéhez... élete 70. évének betöltése alkalmával 1886. jan. 16. mondott. Uo. (több más alkalmi beszéddel együtt)
- Apologetikai előadások a keresztyénség alapigazságairól. Bpest, 188. (Luthardt Kristóf Ernő után ford.)
- A rokonság és sógorság fokainak számítása, tekintettel a magyarországi törvényesen bevett és elismert vallásfelekezetek jogviszonyaira. Uo. 1889. (Ism. Dunántúli Prot. Lap 1890)
- Soovári Soós Gábor emlékezete. Debreczen, 1891
- Lelkipásztorkodás kapcsolatban a lelkipásztor belmissziói munkakörével. Debrecen, 1907. Online

Sajtó alá rendezte Révész Bálint Egyházszertartási beszédeit (Bpest, 1889) és Dávidházy János A lelkipásztor teendői a presbyteriumban c. művét. (Debreczen, 1889)
Kéziratban vagy nagyobbrészt kőnyomatban tanítványai számára vannak: A theologiai tudományok encyclopaediája, Vallástörténelem, Belmissió, Lelkipásztorkodástan, Egyházszónoklattan, Egyházszertartástan, Katechetika s Keresztyén erkölcstan.